# Cârnați de Pleșcoi

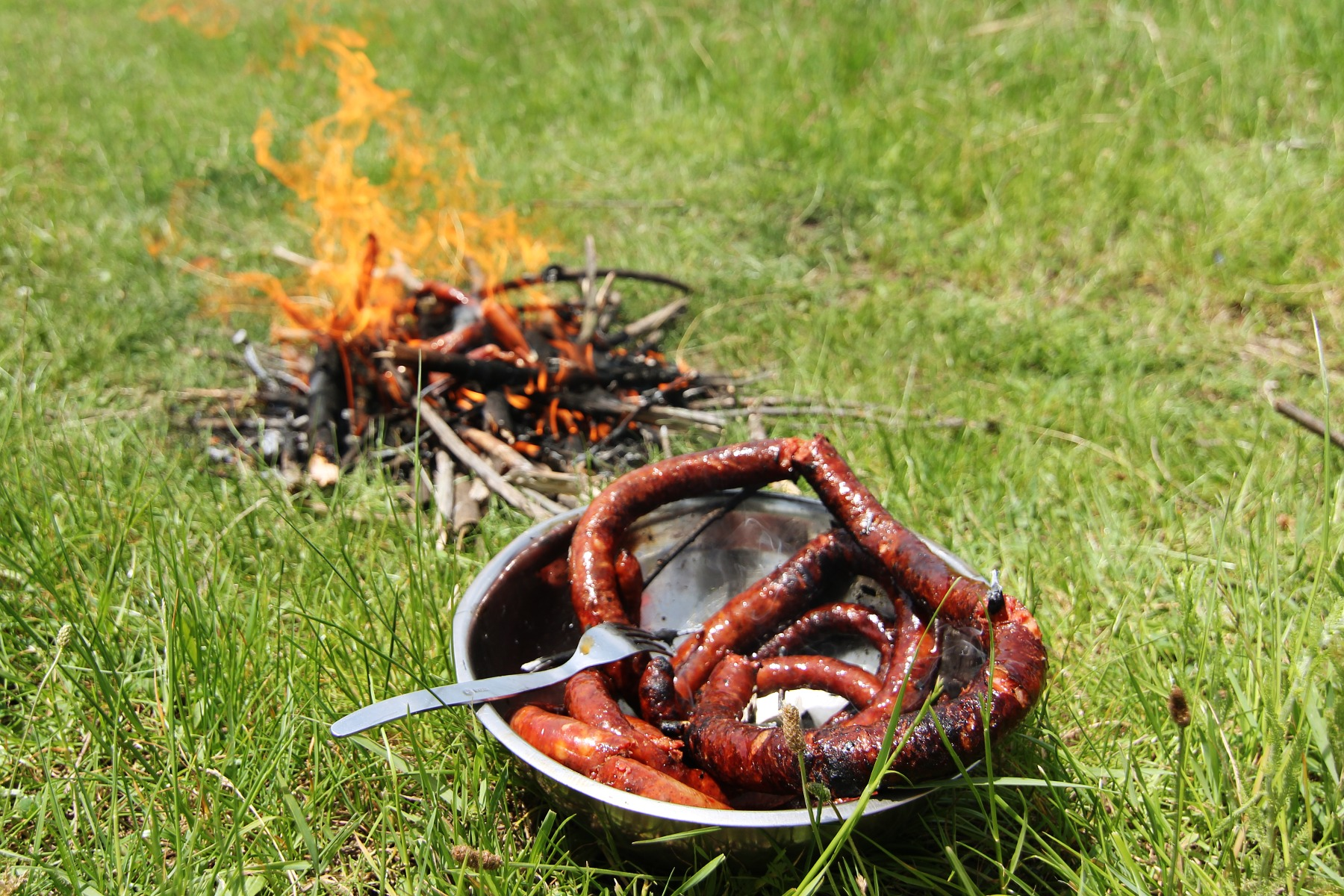
Rostiu salsitxes Plescoi al foc

Cârnați de Pleșcoi (en català salsitxes Pleșcoi) són salsitxes de xai condimentades amb pebrots i alls. El seu nom prové de la localitat de Pleșcoi al comtat de Buzău a Romania, on hi ha tradició de produir-ne. Tot i que les salsitxes Pleșcoi generalment només es fan a partir de carn de xai, alguns fabricants també utilitzen carn de vedella (fins a un terç) si la carn de bestiar és massa grassa.